# La Restinga, Mexiko
La Restinga är en ort i Mexiko.   Den ligger i kommunen Tampico Alto och delstaten Veracruz, i den östra delen av landet, 300 km nordost om huvudstaden Mexico City. La Restinga ligger 9 meter över havet och antalet invånare är 143.
Terrängen runt La Restinga är mycket platt. Havet är nära La Restinga västerut. Runt La Restinga är det glesbefolkat, med 10 invånare per kvadratkilometer. Närmaste större samhälle är Cucharas, 15,9 km sydväst om La Restinga. Omgivningarna runt La Restinga är en mosaik av jordbruksmark och naturlig växtlighet.